# Kalteng Putra Football Club
Il Kalteng Putra Football Club, meglio noto come Kalteng Putra, è una società calcistica indonesiana con sede nella città di Palangka Raya.